# ルテニア人

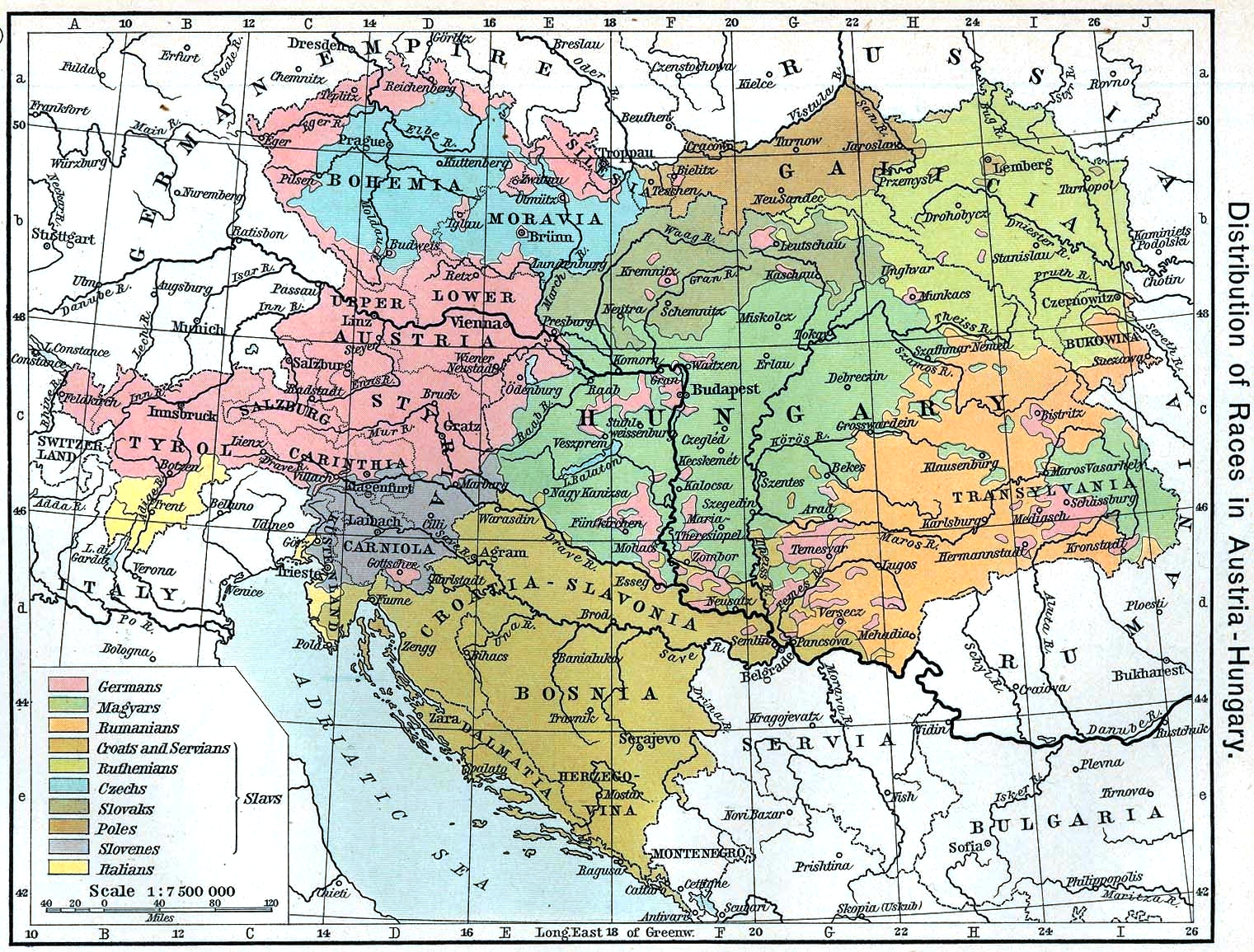
1911年にアメリカ合衆国で発行されたオーストリア＝ハンガリー帝国の地図。右上、黄緑色の Ruthenians の地域がルテニア人の居住地域。その地域には GALICIA と書かれており、 RUSSIA と書かれている地域（ロシア帝国の領土に含まれる地域）と明確に区別されている。後者の地域には、今日のウクライナも含まれる。

ルテニア人（ルテニアじん；ラテン語: Rutheni, Ruteni ；ウクライナ語: Руте́ни）は、東スラヴ系の民族である。今日のウクライナ人とベラルーシ人の祖先であるルーシ人のラテン語による外名で、「ルーシ」のラテン語名「ルテニア」（Ruthenia）に由来する。したがって元来はルーシ人の同義語であるが、特に西ウクライナのウクライナ人の古称としても用いられる。
英語やドイツ語、フランス語など西欧の文献では一般的な用語であるが、当のルーシ語や今日のウクライナ語、ベラルーシ語、ポーランド語、リトアニア語では、特にこの外名を選ぶ理由がなければ使われない。
一方、日本語での用法は西欧の用法とも東欧の用法とも異なっている。日本語文献ではポーランド・リトアニア共和国に居住したルーシ人をルテニア人と呼ぶこともないわけではないが、基本的にはオーストリア＝ハンガリー帝国領となったガリツィア（ハルィチナー）・ヴォルィーニ・ブコヴィナ・カルパティア地方等に居住したウクライナ人だけを特に指す。その一方で、より広義にウクライナに居住するルシン人などの少数民族やハンガリーなどほかのヨーロッパ諸国に居住するルーシ系（ウクライナ系）の少数民族がルテニア人と呼ばれる場合がある（この場合も通常、かつてのオーストリア＝ハンガリー帝国の旧領に居住する民族について言う）。ルシン人と書かれることがあるが、これが少数民族のルシン人がしばしば「ルテニア人」と書かれることもあり、混乱を招いている。また、日本語における研究ではキエフ大公国（キエフ・ルーシ）を「ルテニア」と呼ぶ習慣がないので、その時代のルーシ人をルテニア人と呼ぶのは一般的ではない（西欧米の研究では呼ぶ場合がある）。また、ロシア帝国領内の小ロシア人や白ロシア人をルテニア人と呼ぶのも一般的ではない。

## 概要
「ルーシ」のラテン語名である「ルテニア」が使用されるとともに、「ルーシ人」のラテン語名である「ルテニア人」の名称も使われ始めた。すでに、キエフ・ルーシ時代の11世紀から12世紀の年代記には、この名称が用いられている。アウクスブルク年代記（1089年）における「ルテニア人の王」（Rex Ruthenorum）、ヘルドルドゥスによる「ルテニアの海」（Mare Rutenum）、サクソ・グラマティクスによる「ルテニア人」（Ruteni）がその例である。
15世紀から17世紀にかけては、ポーランド王国や西欧の歴史学者らがこの名称を用いた。ヤン・ドゥウゴシュとミェフフのマチェイは「モスクワ人」（Moskouitae）と区別して「ルテニア人」（Ruteni）という用語を用いたし、アレッサンドロ・グアニーニもこの用語を用いた。1596年には、ローマ教皇とローマ教皇庁の公文書において、東方典礼カトリック教会に所属するルーシ人（ウクライナ人とベラルーシ人）を指す名称として用いられた。
「ルテニア」という集合名称が地図上で確認されるのは、14世紀から18世紀にかけての紅ルーシやウクライナ全土の地図のいくつかと、20世紀に西欧で作成されたザカルパッチャ地方の地図のいくつかである。19世紀末から20世紀初頭にかけて、「ルテニア人」という名称および「ルテニア人の、ルテニアの」という形容詞は、ウクライナ語で рутени （名詞）および рутенський （形容詞）、ドイツ語で Ruthenen、フランス語で Ruthènes、英語で Ruthenians というように、多くの言語学者の研究において用いられた。この時代の代表的な研究者には、言語学を研究した O・M・オホノーウシクィイ、 Ye・I・ジェレヒーウシクィイ、 S・I・スマーリ＝ストーツィクィイ、 T・ガルトナー、 B・G・ウンベガーウン、歴史学の分野では I・ボルシュチャークがいる。これらの学者が「ルーシ」ではなく「ルテニア」という用語を選んだ理由は、「ロシア人」を意味する русский というよく似た単語との区別をはっきりさせるためであった。同様の理由から、「ルーシ」と「ロシア」を明確に区別するために「ルテニア」という用語を選んだポーランド人研究者もいた（O・ハレツキ）。
19世紀後半には、民俗学の方針を巡るウクライナ人と保守派のルシン人との争いの中で、ルテニア人という意味の «рутени» という用語とともにその同義語である «рутенці» という用語が、あまりにオーストリア＝ハンガリー政府に忠実なハルィチナーの要素を持った定語であるという皮肉と軽蔑のニュアンスを込めて用いられた。その互換性において、この名称は I・Ya・フランコーや M・I・パウルィークによって用いられた。 «рутенці» という名称は、そこかしこで中央および東ウクライナの「小ロシア人」という名称に答えるものとして用いられた。
20世紀初頭には、ロシア帝国に取り込まれるのを防ぐ目的もあり、ルーマニア、チェコスロバキア、ハンガリーなどの東欧諸国に住んでいたウクライナ人は、その国の政府によって「ウクライナ人」と名乗るのを禁じられ、「ルテニア人」と呼ばれていた。

## 地理
カルパティア山脈のベレッケ峠がパンノニア平原へ侵攻する軍事的要衝であることから歴史的に係争地となってきた。
895年、アールパード率いるマジャル人が侵攻を開始し、896年のen:Battle of Southern Buhで勝利。
1241年、モヒの戦い（バトゥの西征）。
1939年、スロバキア・ハンガリー戦争。